# Ehretia silvana
Ehretia silvana är en strävbladig växtart som beskrevs av Robert Reid Mill. Ehretia silvana ingår i släktet Ehretia och familjen strävbladiga växter. Inga underarter finns listade i Catalogue of Life.